# Байрамов, Камран Фархад оглы
Байрамов Камран Фархад оглы (азерб. Bayramov Kamran Fərhad oğlu, род. 10 ноября 1979 года, Баку) — депутат Милли Меджлиса — парламента Азербайджана V, VI и VII созывов.

## Биография
Байрамов Камран Фархад оглы родился 10 ноября 1979 года в городе Баку. Окончил среднюю школу № 20 Ясамальского района города Баку в 1995 году, в том же году поступил на юридический факультет Бакинского Государственного Университета. Окончив данный Университет в 1999 году, получил степень бакалавра по юриспруденции. В 2008 году поступил в магистратуру Бакинского Государственного Университета и в 2011 году окончил магистратуру юридического факультета с отличием.
В 2014 году поступил в магистратуру Академии Управления при Президенте Азербайджанской Республики по специальности государственное и муниципальное управление, в 2016 году окончил данное учебное заведение с отличием.
Женат, имеет троих детей.

## Трудовая деятельность
- ·В 1999 году принят на работу в Министерство Юстиции и назначен на должность инспектора Управления международного правового сотрудничества в центральном аппарате Министерства;
- В 1999-2006 годах работал инспектором, консультантом, ведущим консультантом, главным консультантом Управления международного правового сотрудничества Министерства Юстиции;
- В сентябре 2006 года назначен на должность заместителя начальника Управления по Правам Человека и Связям с Общественностью Министерства Юстиции;
- В мае 2007 года перешёл на работу в Исполнительный Аппарат Президента Азербайджанской Республики и назначен на должность консультанта Отдела Законодательства и Правовой Экспертизы Исполнительного Аппарата;
- В 2007-2013 годах работал в Отделе Законодательства и Правовой Экспертизы Исполнительного Аппарата Президента Азербайджанской Республики, дослужившись до должности главного консультанта;
- В феврале 2013 года назначен на должность заведующего Сектором по Работе с Муниципалитетами Отдела Регионального Управления и Работы с Органами Местного Самоуправления Администрации Президента Азербайджанской Республики;
- На выборах в Милли Меджлис, прошедших 1 ноября 2015 года, избран депутатом Милли Меджлиса Азербайджанской Республики V созыва от избирательного округа №100 Шамкир-Дашкесан;
- На внеочередных выборах в Милли Меджлис, прошедших 9 февраля 2020 года, переизбран депутатом Милли Меджлиса Азербайджанской Республики VI созыва от избирательного округа №100 Шамкир-Дашкесан;

Член Комитета Милли Меджлиса по Региональным Вопросам и Комитета по Международным Отношениям и Межпарламентским Связям. Руководитель рабочей группы межпарламентских связей Азербайджан-Латвия, член рабочих групп межпарламентских связей с Аргентиной, Беларусью, Францией, Хорватией, Испанией, Канадой, Кореей, Кубой, Катаром, Литвой, Польшой, Украиной.

Член делегаций Азербайджана в Межпарламентском Союзе и Парламентской Ассамблее НАТО.
В 2024 году на парламентских выборах в Азербайджане, которые состоялись 1 сентября, одержал победу в Гёйгёль-Дашкесан-Кельбаджарском избирательном округе №100. Официально избран депутатом Милли Меджлиса Азербайджана седьмого созыва, первое заседание которого состоялось 23 сентября 2024 года.